# Grüne (Iserlohn)

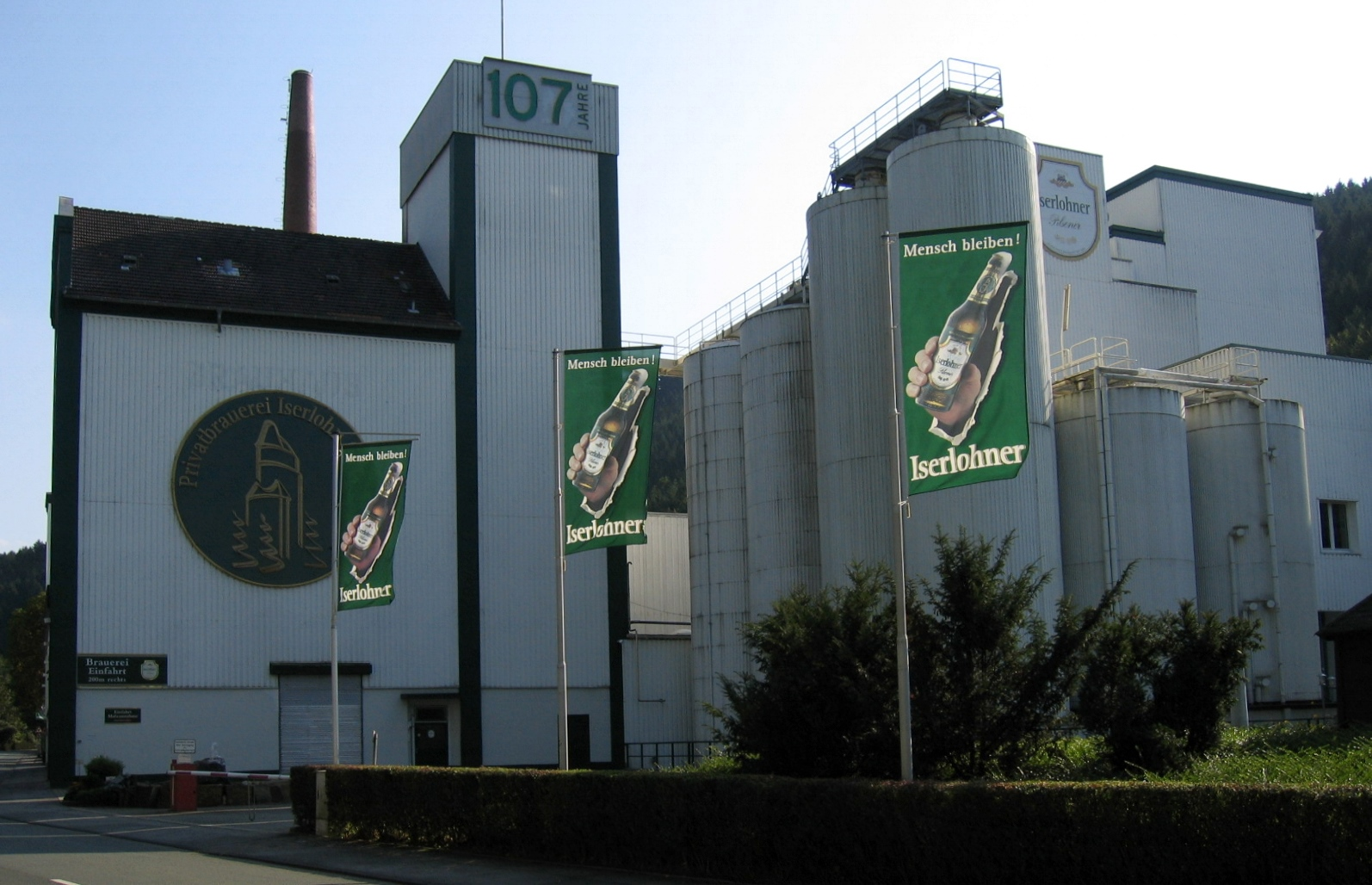
Privatbrauerei Iserlohn in der Obergrüne (2006)

Die Grüne ist ein südwestlicher Stadtteil von Iserlohn im Sauerland in Nordrhein-Westfalen und gliedert sich in Obergrüne und Untergrüne. Die Grüne befindet sich langgestreckt im Tal des Grüner Bachs und ist 6 km lang und nur wenige hundert Meter breit. Durch einige Seitentäler münden der Pillingser Bach und der Saatbach in den Grüner Bach.
Ende 2024 lebten in der Untergrüne 1738 Einwohner, im Bezirk Obergrüne/Stadtwald 952.  Durch die Untergrüne führt eine wichtige Verkehrsachse von Iserlohn-Zentrum nach Letmathe bzw. Altena. Benachbarte Stadtteile sind Lasbeck, Letmathe, Oestrich, Dröschede und Roden.

## Geschichtlicher Überblick
Der Name des Grüner Bachs kommt wahrscheinlich von altgermanischen Begriffen wie gruden oder grüdeln = aufwühlen, aufstören. Erste Erwähnungen als Gruden stammen von vor 1250 bzw. Grueden von 1439. Noch heute heißt eine Straße in der Untergrüne „Grudene“.
Im Grüner Tal siedelten sich vor Jahrhunderten Metallverarbeitungsbetriebe an, die das Wasser des Bachs nutzten. Anfang des 17. Jahrhunderts wurden große Drahtproduktionen in ganz Iserlohn errichtet, auch im Grüner Tal. Der Kommerzienrat Johann Caspar Lecke regte Mitte des 18. Jahrhunderts die Gründung einer Messing-Gewerkschaft an, die nach 1751 eine Zinkhütte und eine Messingschmelzerei in der Grüne errichtete. Sein Enkel, der Industrielle Franz Arnold Lecke, ließ Anfang des 19. Jahrhunderts gleich mehrere Drahtrollen, eine Garnbleiche, eine Fingerhutsmühle und eine Papierfabrik im Tal erbauen. P. Wilke und J. D. Halver erbauten um 1805 Kettenwerke, die teilweise noch heute erhalten sind oder durch bauliche Erweiterungen den Standort sichern.
Mitte des 19. Jahrhunderts wurde die Bahnstrecke Letmathe–Iserlohn errichtet mit einem Haltepunkt an der Dechenhöhle. Ende des 19. Jahrhunderts gab es Überlegungen, durch die Obergrüne eine Bahnstrecke von überregionaler Bedeutung zu führen. Sie sollte auf der Fernstrecke Frankfurt–Münster den Hauptbahnhof Hagen entlasten und von Altena durch den Wixberg nach Iserlohn und weiter nach Norden führen. Aus Kostengründen wurde das Projekt fallengelassen.
1899 wurde die Iserlohner Brauerei gegründet, die später zur Privatbrauerei wurde und 2014 ihre Produktion einstellte. 1904 folgte die Gründung des Grüner Schützenvereins.
Eine weltbekannte Erfindung aus der Grüne ist die Heuer-Ampel, die im Unternehmen Heuer-Hammer von Josef Heuer in den 1930er Jahren erfunden wurde. Diese Zeigerampel hing in vielen Ländern der Welt, auch in mehreren deutschen Städten bis in die 1970er Jahre. Die Heuerampel wurde weitgehend durch Lichtsignalanlagen abgelöst.
Obwohl sich beide Ortsteile sehr ähneln, waren sie jahrhundertelang administrativ getrennt. Die Obergrüne gehörte seit jeher zu Iserlohn, während die Untergrüne im Lauf der Zeit zum Amt Lössel, Amt Oestrich und später zur Stadt Letmathe gehörte. Seit 1975 gehören beide Ortsteile zur Stadt Iserlohn.

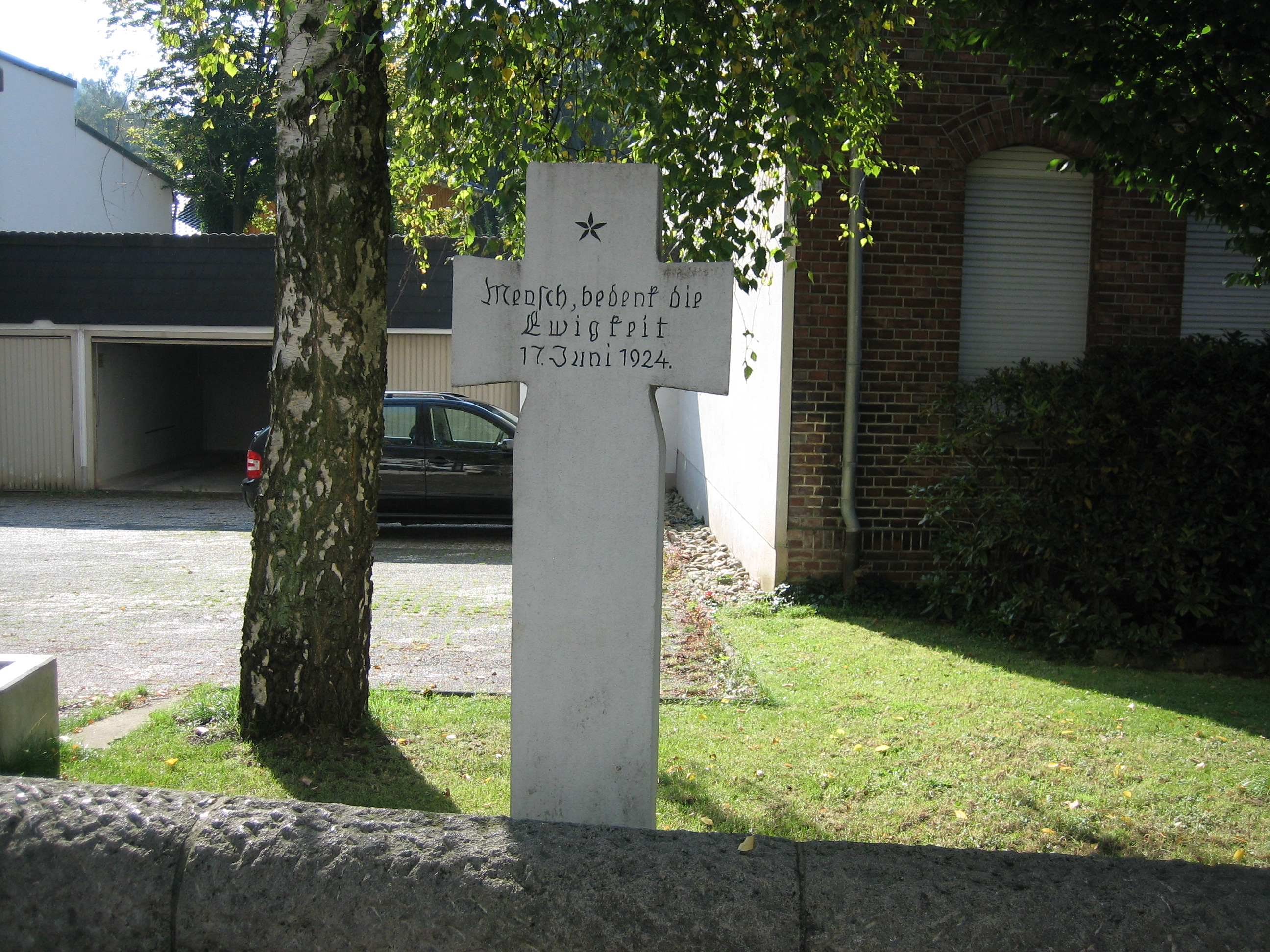
Steinkreuz zur Erinnerung an das Straßenbahnunglück 1924

Durch die Grüne wurde 1901 eine Straßenbahn der Iserlohner Kreisbahn gebaut und im unteren Teil der Untergrüne ein großer Betriebshof errichtet. Zunächst entstand die Strecke von Letmathe nach Iserlohn, kurz darauf ein Abzweig von der Grüne nach Nachrodt. Am 17. Juni 1924 verunglückte eine Bahn auf abschüssiger Strecke der Düsingstraße (Strecke Iserlohn–Letmathe). Dabei starben 24 Menschen, 42 wurden verletzt. Daraufhin wurde eine neue Strecke mit geringerer Steigung am Berghang entlang gebaut. Nach Einstellung des Bahnbetriebs 1959 wurde diese Strecke zur Umgehungsstraße für den Ortsteil Grüne umfunktioniert.
Der Öffentliche Nahverkehr wird heute durch die Märkische Verkehrsgesellschaft sichergestellt. Über sechs Buslinien sind nicht nur die benachbarten Stadtteile, sondern direkt auch Hohenlimburg, Altena und Lüdenscheid erreichbar.
In der zweiten Hälfte des 20. Jahrhunderts wurden an den Berghängen einige Wohngebiete (Pillingser Kopf, Ernststraße/Saatweg, Roden) erschlossen.
Mitte der 2000er investierte die Stadt Iserlohn in die Entwicklung des Stadtteils, da ihm eine abnehmende Lebensqualität bescheinigt wurde. In der Neuen Grüner Mitte entstand ein Kreisverkehr, und auf einem ehemaligen Industriegelände ein neues Einkaufszentrum. In der direkten Nachbarschaft siedelten sich u. a. Ärzte, eine Apotheke und eine Sparkassenfiliale an.

## Obergrüne

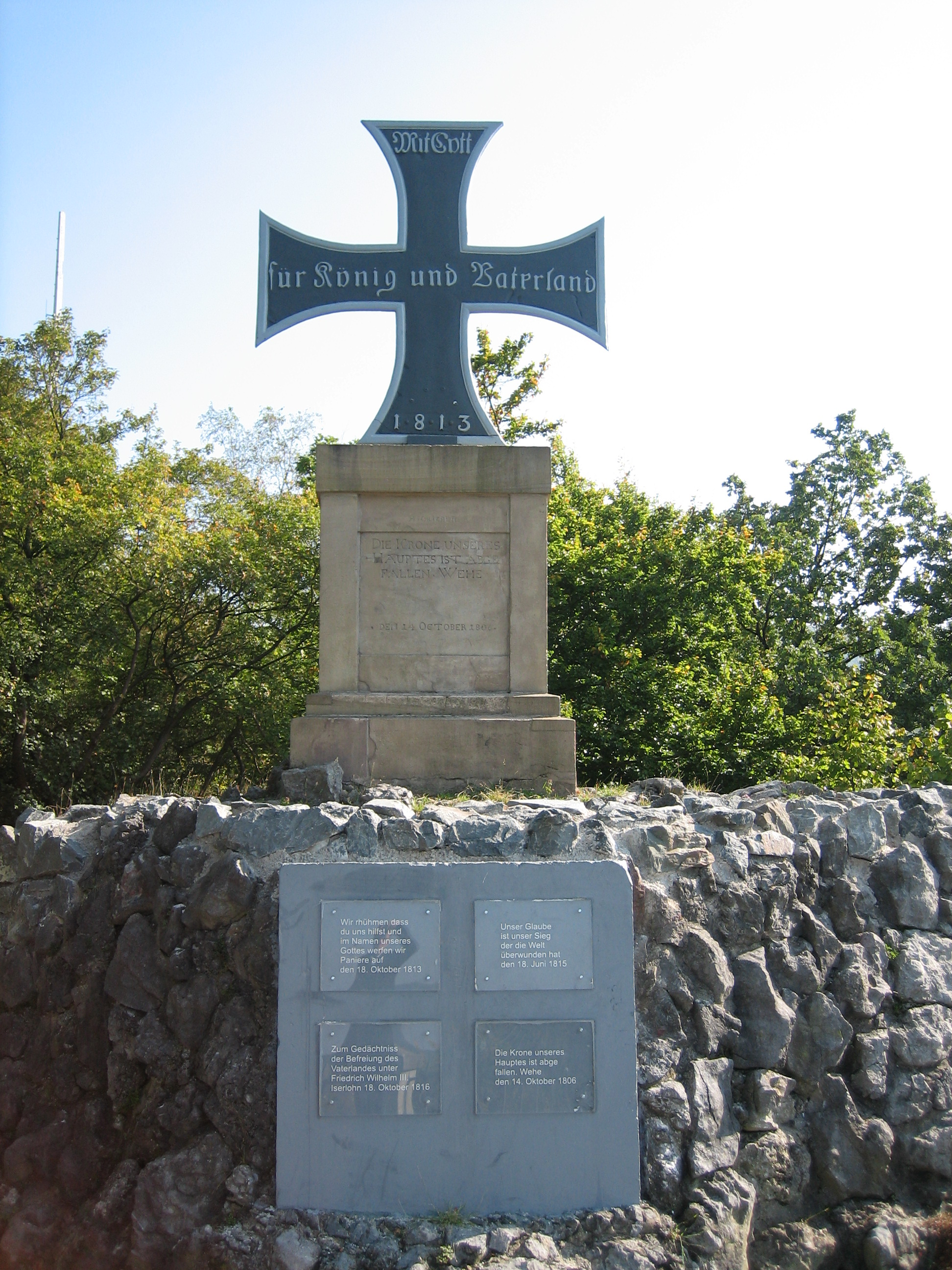
Eisernes Kreuz

Die Obergrüne liegt an der Landesstraße L 888 am Westrand des Iserlohner Stadtwaldes. Der Bereich Dannenhöfer im Süden des Ortsteils ist Ausgangspunkt für Wanderungen im Stadtwald. Talabwärts folgen kleine Wohngebiete und das Feuerwehrhaus der Obergrüner Löschgruppe der Freiwilligen Feuerwehr Iserlohn.
In dem Ortsteil existierten eine Grundschule und ein Kindergarten, die aber wegen der zurückgehenden Bevölkerung geschlossen wurden. Schon aus der Ferne ist der Gebäudekomplex der Privatbrauerei Iserlohn sichtbar. Ein Stück weiter nordwestlich folgt das LionBSS Stadion, auch Steinbruch-Stadion genannt, bevor der Ortsteil am Kreisverkehr in der Grüner Mitte endet. Das Stadion ist unter anderem Trainings- und Spielsportstätte der Iserlohner Turnerschaft 1895.
Am Hang oberhalb der Grüner Mitte steht das Denkmal Eisernes Kreuz, das 1816 im Gedenken an die Gefallenen der napoleonischen Kriege und der Befreiungskriege aufgestellt und am 18. Oktober, dem Jahrestag der Völkerschlacht bei Leipzig, feierlich enthüllt wurde.

## Untergrüne
Die Untergrüne verläuft in Ost-West-Richtung und liegt entlang der Landesstraßen L 899 und L 743 sowie im unteren Teil, wenn das Grüner Tal in das Lennetal übergeht, an der B 236. Im oberen Teil befindet sich eine gut ausgebaute Infrastruktur mit Einkaufszentrum, Bäckereien, Sparkasse und Ärzten. Dort befindet sich auch die katholische Herz-Jesu-Kirche, deren Gemeinde einen Kindergarten betreibt.
Im Saattal steht die Grundschule Saatschule der Stadt Iserlohn. Im unteren Bereich des Grüner Tals liegen die Dechenhöhle und der ehemalige Betriebshof der Märkischen Verkehrsgesellschaft, der heute einen Bringhof des Zweckverbandes für Abfallbeseitigung, in dem Einwohner Iserlohns und einiger Nachbarstädte fast alles entsorgen können, beherbergt. Das Feuerwehrhaus der Untergrüne steht im benachbarten Stadtteil Dröschede.
Vor dem Bau der A 45 (Sauerlandlinie) wurde ein großer Teil des Nord-Süd-Verkehrs im westlichen Sauerland durch das Lennetal über die B 236 geleitet. Zusammen mit der ehemals hier verlaufenden B 7 (heute über die A 46) lag in der Untergrüne ein wichtiger Verkehrsknotenpunkt im Lennetal.